# Cassius Clay vs. Tunney Hunsaker
Résultat
Cassius Clay vs. Tunney Hunsaker est le premier combat professionnel de Cassius Clay. Il affronte  Tunney Hunsaker (en) le 29 octobre 1960 à Louisville dans le Kentucky. Cassius Clay est déclaré vainqueur par décision unanime au terme de la sixième reprise.

## Histoire
Pour son premier combat professionnel Cassius Clay affronte Tunney Hunsaker le 29 octobre 1960. Il remporta le combat par décision unanime des juges après six reprises. Hunsaker était boxeur à temps partiel qui était durant de nombreuses années un policier réputé à Fayetteville en Virginie-Occidentale. Il entrainait également des jeunes boxeurs. Avec Mohamed Ali, nom que prend Cassius Clay en 1967, ils restèrent amis de nombreuses années après le combat. Dans un article de Sports Illustrated en 1980, Hunsaker déclara qu'il était contre le refus d'Ali d'intégrer l'armée américaine pour la guerre du Vietnam mais qu'il le respectait en tant qu'homme et que boxeur,,,,.